# Tselīnograd Aūdany
Tselīnograd Aūdany är ett distrikt i Kazakstan.   Det ligger i oblystet Aqmola, i den centrala delen av landet, 14 km väster om huvudstaden Astana.